# Bottmersdorf
Bottmersdorf ist ein Ortsteil der Stadt Wanzleben-Börde im Landkreis Börde in Sachsen-Anhalt.

## Geografie
Bottmersdorf liegt am Bode-Nebenfluss Sarre, zwischen Wanzleben und Egeln, etwa 15 Kilometer südwestlich von Magdeburg. Der Süden der Gemarkung Bottmersdorf grenzt an den Salzlandkreis.
Zur ehemaligen Gemeinde Bottmersdorf gehörte der zwei Kilometer südwestlich von Bottmersdorf liegende Ortsteil Klein Germersleben.

## Geschichte
Den schriftlichen Nachweis der Existenz erbringt eine Urkunde aus dem Jahr 889, eine weitere Erwähnung stammt aus einem Lehnbuch 1244. Darin wird der Ort als Botmestrop bezeichnet. Vor 1311 besaßen die Edelherren von Meinersen im Ort den Zehnt, ein Lehen des Bischofs von Halberstadt.
Am 20. Juli 1950 wurde die bis dahin eigenständige Gemeinde Klein Germersleben eingegliedert.
Am 1. Januar 2010 schlossen sich die bis dahin selbstständigen Gemeinden Bottmersdorf, Domersleben, Dreileben, Eggenstedt, Groß Rodensleben, Hohendodeleben, Klein Rodensleben sowie die Städte Seehausen und Wanzleben zur neuen Stadt Wanzleben-Börde zusammen.

## Politik

### Wappen
| | Blasonierung: „In Rot ein silbernes Andreaskreuz, belegt mit einer goldenen Ähre.“ |
| Wappenbegründung: Die Farben des Ortes sind Rot - Weiß (Silber). Sie verweisen auf die einstige Zugehörigkeit des Dorfes zum Erzbistum/Herzogtums Magdeburg. Das Andreaskreuz bezieht sich auf die hiesige St. Andreaskirche. Die Kornähre soll die Verbundenheit mit der Landwirtschaft symbolisieren bzw. den ländlich geprägten Raum wiedergeben. Das Wappen wurde vom Heraldiker Carl Busch aus Berlin gestaltet und am 29. Juli 1935 durch den Oberpräsidenten der Provinz Sachsen verliehen. |                                                                                    |

### Flagge
Die Flagge ist Weiß - Rot längsgestreift mit aufgelegtem Wappen. Sie wurde vom Heraldiker Jörg Mantzsch aus Magdeburg gestaltet und am 7. Januar 1997 durch das Regierungspräsidium Magdeburg genehmigt.

## Kultur und Sehenswürdigkeiten
- Kirche St. Andreas
- Taubenturm
- Grabstätte auf dem Ortsfriedhof für einen unbekannten männlichen Polen, der ein Opfer der Zwangsarbeit wurde
- Grabstätte auf dem Friedhof des Ortsteiles Klein-Germersleben für einen namentlich bekannten umgekommenen Zwangsarbeiter aus Polen

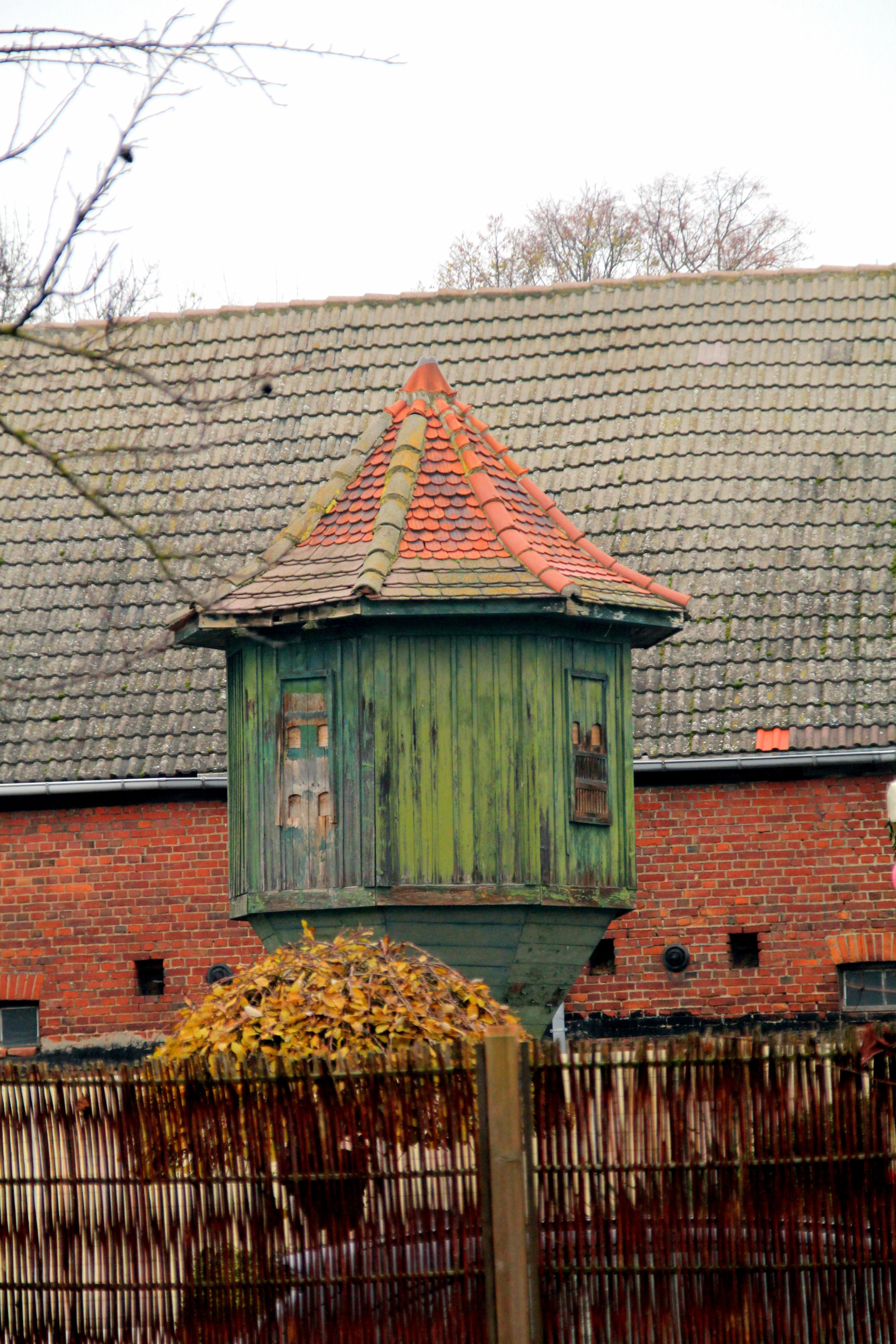
Taubenturm

## Verkehrsanbindung
Die Bundesstraße 180 (Wanzleben–Aschersleben) führt durch Bottmersdorf. Es bestehen weitere Straßenverbindungen in die umliegenden Städte Oschersleben (Bode) und Schönebeck (Elbe). Der Autobahn-Anschluss Wanzleben (A 14) ist ca. 12 km von der Gemeinde entfernt. Der nahegelegene Bahnhof Blumenberg liegt an der Bahnstrecke Magdeburg–Halberstadt.

## Persönlichkeiten
- Carl Ziemann (1825–1906), Forstmeister, Abgeordneter des Kurhessischen Kommunallandtags Kassel
- Werner Lorleberg (1894–1945) war Oberstleutnant der Wehrmacht und übergab Erlangen kampflos die amerikanischen Truppen.